# May Death Never Stop You
May Death Never Stop You je kompilační album největších hitů rockové skupiny My Chemical Romance, které pokrývá celou kariéru skupiny. Album bylo vydáno 25. března 2014. Předobjednávky byly k dispozici na oficiálních webových stránkách skupiny od 21. ledna 2014. Skladba „Fake Your Death“ byla uvedena na trh v BBC Radio 1 17. února 2014 a ihned byla k dispozici v digitální podobě prostřednictvím iTunes. Tímto albem se skupina se svými fanoušky rozloučila a následně se rozešla.